# 池田一郎 (銀行家)
池田 一郎（いけだ いちろう、1916年4月19日 - 2000年4月22日 ）は、日本の経営者。大和銀行頭取を務めた。

## 来歴・人物
大阪府大阪市出身。1941年に大阪商科大学を卒業し、同年に大和銀行に入行。1968年11月に取締役に就任し、常務、専務を経て、1975年5月に副頭取に就任し、1977年4月に頭取に就任。1984年6月に取締役相談役に就任し、1986年6月に相談役を経て、1998年4月から顧問を務めた。
大阪銀行協会会長、朝日放送監査役、西日本旅客鉄道非常勤取締役を歴任。
1981年11月に藍綬褒章を受章し、1986年11月に勲二等旭日重光章を受章。
2000年4月22日肺炎により、大阪市の病院で死去。84歳没。